# Edmondo Fabbri
Edmondo Fabbri (ur. 16 listopada 1921 w Castel Bolognese, zm. 8 lipca 1995 w Castel San Pietro Terme) – włoski piłkarz i trener, występujący podczas kariery na pozycji pomocnika.

## Kariera klubowa
Karierę piłkarską Edmondo Fabbri rozpoczął w trzecioligowej Imoli w 1938. W 1939 przeszedł do innego trzecioligowca – Forlì. Rok później trafił do pierwszoligowej Atalanty BC. W Atalancie zadebiutował w Serie A 6 października 1940 w wygranym 2-1 meczu z Livorno. Dwa lata później został zawodnikiem Ambrosiany-Interu Mediolan. W barwach nerroazurrich zadebiutował 25 października 1942 w przegranym 1-3 spotkaniu z S.S. Lazio. Sezon 1944 zwany mistrzostwami wojennymi Fabbri spędził w Faenzy. W 1945 Fabbri powrócił do Interu. Ostatni raz w barwach czarno-niebieskich wystąpił 21 lipca 1946 w przegranym 0-1 meczu derbowym z Milanem. W Interze rozegrał 47 spotkań (1 w lidze, 2 w europejskich pucharach i 3 w Pucharze Włoch) oraz strzelił 12 bramek (4 w lidze, 2 w europejskich pucharach oraz 8 w Pucharze Włoch). Następny sezon Fabbri spędził w Sampdorii, po czym na 3 kolejne lata powrócił do Atalanty. W Atalancie pożegnał się z Serie A, w której w latach 1940–1950 w Serie A Fabbri rozegrał 205 spotkań, w których zdobył 45 bramek. W latach 1950–1951 spędził w drugoligowej Brescii, po czym na 4 lata przeszedł do trzecioligowej Parmy, z którą w 1954 awansował do Serie B. Ostatnie dwa lata kariery spędził w czwartoligowej Mantovie.
| Sezon   | Klub                      | Kraj   | Rozgrywki           | Mecze | Bramki |
| ------- | ------------------------- | ------ | ------------------- | ----- | ------ |
| 1938/39 | Imolese Calcio 1919       | Włochy | Serie C             | 12    | 8      |
| 1939/40 | Forlì FC                  | Włochy | Serie C             | 28    | 8      |
| 1940/41 | Atalanta BC               | Włochy | Serie A             | 26    | 5      |
| 1941/42 | Atalanta BC               | Włochy | Serie A             | 25    | 7      |
| 1942/43 | Ambrosiana-Inter Mediolan | Włochy | Serie A             | 17    | 6      |
| 1944    | Faenza Calcio             | Włochy | Mistrzostwa wojenne | 9     | 3      |
| 1945/46 | Inter Mediolan            | Włochy | Serie A             | 30    | 6      |
| 1946/47 | UC Sampdoria              | Włochy | Serie A             | 30    | 3      |
| 1947/48 | Atalanta BC               | Włochy | Serie A             | 33    | 8      |
| 1948/49 | Atalanta BC               | Włochy | Serie A             | 23    | 6      |
| 1949/50 | Atalanta BC               | Włochy | Serie A             | 21    | 4      |
| 1950/51 | Brescia Calcio            | Włochy | Serie B             | 26    | 4      |
| 1951/52 | Parma F.C.                | Włochy | Serie C             | 26    | 20     |
| 1952/53 | Parma F.C.                | Włochy | Serie C             | 26    | 10     |
| 1953/54 | Parma F.C.                | Włochy | Serie C             | 30    | 6      |
| 1954/55 | Parma F.C.                | Włochy | Serie B             | 8     | 0      |
| 1955/56 | AC Mantova                | Włochy | IV Serie            | 0     | 0      |
| 1956/57 | AC Mantova                | Włochy | IV Serie            | 3     | 0      |

## Kariera reprezentacyjna
Fabbri ma za sobą jeden występ w młodzieżowej reprezentacji Włoch w 1942.

## Kariera trenerska
Po zakończeniu kariery piłkarskiej Fabbri od razu został trenerem swojego ostatniego klubu w czasie kariery piłkarskiej Mantovy. Z Mantovą w ciągu czterech lat awansował z IV Serie do Serie A. W inauguracyjnym sezonie w Serie A Mantova zajęła wysokie 9. miejsce. Sukcesy Fabbriego z Mantovą zostały zauważone przez włoską federację, która w 1962 powierzyła mu funkcję selekcjonera reprezentacji Włoch. W roli selekcjonera zadebiutował 11 listopada 1962 w wygranym towarzyskim spotkaniu z Austrią. W 1965 awansował z reprezentacją na Mistrzostwa Świata. Start prowadzonej przez niego reprezentacji zakończył się klęska, gdyż Włosi po zwycięstwie nad Chile i porażkach z ZSRR i sensacyjnie z KRLD odpadli z turnieju. Po takiej kompromitacji Fabbri zmuszony został do odejścia ze stanowiska selekcjonera. Jego bilans na tym stanowisku to 29 meczów, w tym 18 zwycięstw, 6 remisów i 5 porażek. Do pracy trenerskiej powrócił w 1967 w Torino FC. Z Torino zdobył Puchar Włoch. Taki sam sukces powtórzył z Bologną w 1970. W latach 1972–1973 trenował Cagliari Calcio, a 1974–1975 ponownie Torino. Karierę trenerską zakończył w 1981 w Pistoiese.